# 大城光
大城 光（おおしろ ひかる、1995年7月4日 - ）は、日本のアイドルであり、男性アイドルグループ「MAG!C☆PRINCE」のメンバーである。愛知県出身。ワタナベエンターテインメント名古屋事業本部所属。

## 人物
- パンシェルジュ2級[1]
- 趣味：パン屋さん巡り、曲作り、絵を描くこと[2]
- 特技：ラップ、パン作り[2]
- 父親は1970年8月26日生まれ。[3]
- 2024年5月15日、一般女性と結婚した[4][5][6]。

## 出演

### テレビ番組
- CBC「花咲かタイムズ」（土）9:25～11:30 リポーター[1]
- CBC「サンデードラゴンズ」（日）12:54～13:24 ドラゴンズSpecial応援サポーター[1]
- 猫のひたいほどワイド（テレビ神奈川） - 猫の手も借り隊[1]
- メディアスエフエム「大城光のHOME☆RADIO」第1・第3（日）19:00〜20:00[1]
- 東海ラジオ「佐藤奈織美＆大城光の「税」って何だっけ？」（土）25:30～26:00[1]

### 舞台
- パコ〜from ガマ王子vsザリガニ魔人（2025年2月22日 - 24日、メニコン シアターAoi） - 滝田 役[7]